# Rassemblement du Peuple Togolais
Rassemblement du Peuple Togolais (RPT), was een Togolese politieke partij, opgericht in 1969 door president Étienne Eyadéma. De partij was van 1969 tot 1991 de enige toegestane politieke partij in in Togo. Het oorspronkelijke doel van de RPT was de vereniging van de Togolese volkeren en het creëren van een soort van Togolees nationaal bewustzijn. Spoedig werd de partij echter een bolwerk van corruptie.
Na de verkiezingen van 1992 bleef de RPT aan de macht. Na het overlijden van Étienne Eyadéma in 2005 werd hij als president opgevolgd door zijn zoon, Faure Gnassingbé (*1966). Hij verving de RPT in 2012 door de Union pour la République (UNIR).